# Igreja Católica na República do Congo
A Igreja Católica na República do Congo (também conhecido por Congo-Brazavile, ou simplesmente Congo) é parte da Igreja Católica universal, em comunhão com a liderança espiritual do Papa, em Roma, e da Santa Sé. O país garante se empenha na proteção do direito à liberdade religiosa, embora haja relatos ocasionais de atritos entre cristãos, pentecostais e a crescente minoria muçulmana.

## História
As tribos Kongo do leste e os pigmeus do norte foram os primeiros a habitar a região, chegando no século XV. Os comerciantes de escravos portugueses estabeleceram operações ao longo da costa, mas seus esforços eram dificultados pelos missionários cristãos, cujos esforços iniciais se mostraram ineficazes em comparação com as missões estáveis estabelecidas ao sul em Léopoldville e Angola. Em 1663, o capuchinho Bernardino da Hungria veio a convite do rei de Loango (próximo a Pointe-Noire), que acabou sendo convertido com mais de 2.000 de seus súditos. No entanto, esse começo brilhante parece ter desaparecido rapidamente; após 1666, nenhum registro foi feito nesta comunidade. Um século depois, os missionários franceses ressuscitaram o trabalho de evangelização apenas entre 1766 a 1776, embora com um ligeiro sucesso.

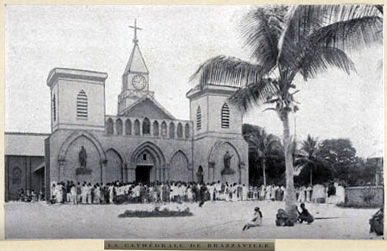
Catedral de Brazavile, em 1926.

Outro século se passou antes que a atividade missionária permanente fosse estabelecida. Em 1875, o explorador francês Brazza iniciou tratados com líderes nativos para colocar a região sob controle francês e, em 1883, os Padres espiritanos estabeleceram uma missão em Loango. Prosper Augouard (1852–1921), o "apóstolo do Congo" e primeiro missionário a penetrar no interior, chegou a Stanley Pool em 1883 e à atual Brazavile em 1887. O Vicariato Apostólico do Congo Francês foi criado em 1886. Em 1890 o território foi dividido no Vicariato do Baixo Congo Francês, com sua sede em Loango, e no Vicariato do Alto Congo Francês, com sede em Brazavile, onde Augouard se tornou o primeiro vigário apostólico. Quando a hierarquia foi estabelecida em 1955, Brazavile tornou-se a arquidiocese e a sé metropolitana do país.
Instabilidade política, influências comunistas, rivalidades tribais e ódio de estrangeiros estavam entre os principais problemas enfrentados pela missão após a declaração de independência de 15 de agosto de 1960. Em 1965, todas as escolas católicas que não tinham o propósito de treinamento exclusivo na fé tornaram-se propriedade do Estado. Nos anos 80, sob um forte governo marxista, a vida política se estabilizou e os laços com a França permaneceram estabelecidos. No entanto, em 1990, foi alcançado um acordo para estabelecer um governo multipartidário. Indicativo da estima em que os líderes da Igreja eram mantidos na sociedade em geral e no âmbito político, foi quando o bispo OwandoErnest Kombo foi convidado a supervisionar as eleições parlamentares de 1992. Já as eleições de 1993 tiveram seus resultados contestados, e houve violência entre facções políticas concorrentes, que resultou num golpe militar. Durante esse período, os bispos congoleses emitiram repetidos apelos à paz e negaram acusações de que haviam ajudado os esforços para derrubar o novo presidente.

## Atualmente

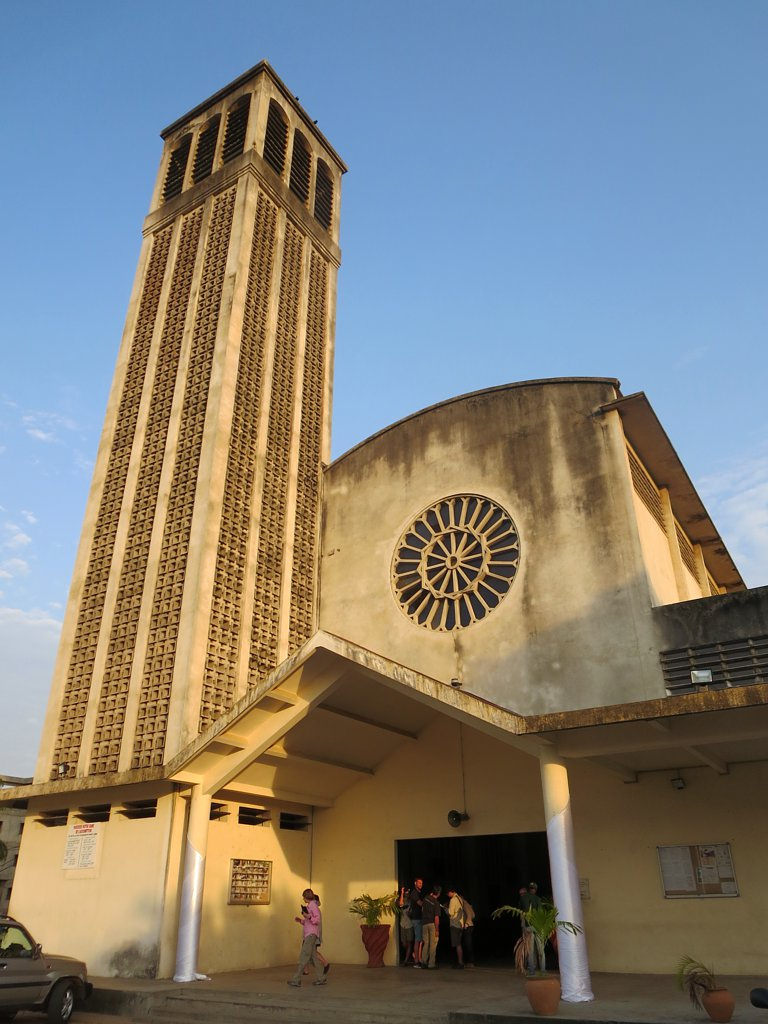
Catedral de Nossa Senhora da Assunção, em Pointe-Noire

No ano 2000, havia 126 paróquias atendidas por 185 padres diocesanos e 89 religiosos. Outros religiosos incluíram aproximadamente 50 irmãos e 270 irmãs, muitos dos quais ajudaram a administrar as 13 escolas primárias e duas secundárias do país, quando o governo começou a devolver à Igreja as escolas confiscadas em 1965. Também exigindo a atenção da Igreja estava o contágio contínuo do vírus HIV. As seguintes festas religiosas são feriados públicos: Segunda-feira de Páscoa, Ascensão de Jesus, Pentecostes, Todos os Santos e Natal.
Em 2001, o Papa São João Paulo II elogiou o trabalho dos bispos congoleses nos esforços pela paz.
No geral, o país não vê conflitos entre comunidades religiosas, incluindo os católicos. Embora sejam por vezes reportadas tensões entre cristãos e a crescente minoria muçulmana, particularmente em Pointe-Noire, por enquanto esses relatos indicam que as fricções entre pessoas de diferentes origens podem ser geridas sem darem origem a quaisquer incidentes graves.
No dia 3 de fevereiro de 2017, foi assinado um acordo-quadro entre a Santa Sé e a República do Congo, que, dentre diversos artigos de cunho espiritual, também garante à Igreja a possibilidade de desenvolver sua missão no país. Em particular, é reconhecida a pessoa jurídica da Igreja e de suas instituições. No final de junho de 2019, um padre de uma paróquia de Sembé foi sequestrado durante a noite na cidade de Ouésso, aonde havia ido para uma ordenação. Seu corpo foi encontrado no dia 5 de julho de 2019, e não há informações sobre o que motivou o crime.
A Igreja Católica congolesa foi afetada a partir de 31 de março de 2020 pelo fechamento de todos os locais de culto do país, como forma de prevenção à transmissão da COVID-19. As missas com a presença do povo foram suspensas em todo o país.

## Organização territorial
O catolicismo está presente no país com uma arquidiocese e oito dioceses, todas listadas abaixo: Há também a Eparquia da Anunciação de Ibadan, sediada na Nigéria e presente em diversos países africanos, incluindo a República do Congo, e é voltada para os fiéis católicos que seguem o rito maronita.
| Circunscrições eclesiásticas católicas da República do Congo | Circunscrições eclesiásticas católicas da República do Congo | Circunscrições eclesiásticas católicas da República do Congo | Circunscrições eclesiásticas católicas da República do Congo | Circunscrições eclesiásticas católicas da República do Congo |
| Circunscrição                                                | Ano de ereção                                                | Porcentagem de católicos (2017)                              | Catedral                                                     | Ref.                                                         |
| ------------------------------------------------------------ | ------------------------------------------------------------ | ------------------------------------------------------------ | ------------------------------------------------------------ | ------------------------------------------------------------ |
| Arquidiocese de Brazavile                                    | 1886                                                         | 56,9%                                                        | Catedral do Sagrado Coração                                  | [ 12 ]                                                       |
| Diocese de Dolisie                                           | 2013                                                         | 33,8%                                                        | Catedral de São Paulo                                        | [ 13 ]                                                       |
| Diocese de Gamboma                                           | 1965                                                         | 57,1%                                                        | Catedral de São Pio X                                        | [ 14 ]                                                       |
| Diocese de Impfondo                                          | 2000                                                         | 28,6%                                                        | Catedral de São Paulo                                        | [ 15 ]                                                       |
| Diocese de Kinkala                                           | 1987                                                         | 54,3%                                                        | Catedral de Santa Mônica                                     | [ 16 ]                                                       |
| Diocese de Nkayi                                             | 1983                                                         | 60,9%                                                        | Catedral de São Luís                                         | [ 17 ]                                                       |
| Diocese de Ouesso                                            | 1983                                                         | 21,9%                                                        | Catedral de São Pedro Claver                                 | [ 18 ]                                                       |
| Diocese de Owando                                            | 1950                                                         | 72,8%                                                        | Catedral do Cristo Rei                                       | [ 19 ]                                                       |
| Diocese de Pointe-Noire                                      | 1890                                                         | 59,1%                                                        | Catedral de São Pedro Apóstolo                               | [ 20 ]                                                       |
| Eparquia da Anunciação de Ibadan (Rito maronita)             | 2014                                                         |                                                              | Catedral de Nossa Senhora da Anunciação                      | [ 11 ]                                                       |

## Conferência Episcopal
A reunião dos bispos do país forma a Conferência Episcopal do Congo, que foi criada em 1970.

## Nunciatura Apostólica
A Delegação Apostólica da República do Congo foi criada em 1970, e elevada a nunciatura apostólica em 1978.

## Visitas papais
O país foi visitado pelo Papa São João Paulo II em 1980, juntamente com Zaire, Quênia, Gana, Burquina Fasso e Costa do Marfim.
No dia 5 de maio de 1980, na esplanada do Boulevard de l'Armée, o Papa São João Paulo II, durante sua viagem ao país, afirmou:
| “ | Desta maneira vós sereis também, no meio dos vossos compatriotas que não partilham a vossa fé, construtores de paz, e mesmo o "sal" e o "fermento" de que fala Jesus, para a vida fraterna a que eles aspiram. Já o dei a entender: a evangelização comporta normalmente a solicitude pelo desenvolvimento humano e pelo progresso social. A independência e a honra da vossa nação também vos preocupam; desejais um aumento dos meios de subsistência, uma ordem justa para todos e uma vida pacífica. Vós quereis servir o vosso país. Tomais os pobres ao vosso cuidado. E sabeis que uma civilização sem alma vos não poderia trazer a felicidade. Estais prontos a dedicar ao serviço do vosso País o vosso trabalho e a vossa honestidade, no respeito por todos, banindo o ódio, a violência e a mentira. Os responsáveis pelo bem comum não podem ignorar que o vosso contributo cristão é benéfico ao país. E não duvido que continuarão a conceder-vos a justa liberdade religiosa que vos é reconhecida, e a possibilidade de trabalhardes, como bons cidadãos, no engrandecimento da nação. Que Deus abençoe o Congo! | ” |
|   | — Papa São João Paulo II em sua homilia durante a missa celebrada na esplanada do Boulevard de l'Armée. |   |